# Paś
Paś – polskie nazwisko. Na początku lat 90. XX wieku w Polsce nosiło je 1582 osoby. Skrócona forma nazwiska drobnoszlacheckiej rodziny Paszk z ziemi lęborskiej, które to nazwisko pochodzi od imienia Paweł.